# Alder+Eisenhut
Alder + Eisenhut est une entreprise suisse. Son département « Sport » fabrique des équipements des salles de gymnastique et des d'engins de sport. Son département « Scène » conçoit et fabrique des équipements tel que mécanique de scène, rideaux, éclairage, sonorisation, vidéo et systèmes de commande.